# Villers-Saint-Sépulcre
Villers-Saint-Sépulcre é uma comuna francesa na região administrativa de Altos da França, no departamento de Oise. Estende-se por uma área de 7,29 km². Em 2010 a comuna tinha 1 016 habitantes (densidade: 139,4 hab./km²).